# Bernabé Rivera (localidad)
Bernabé Rivera es una localidad uruguaya del departamento de Artigas.

## Geografía
La localidad se ubica al norte del departamento de Artigas, al sur de la cuchilla de Yacaré y al norte del arroyo Tres Cruces Grande y
sobre el camino que une la ruta 30 con el camino de la cuchilla del Yacaré. 60 km la separan de la capital departamental Artigas, mientras que la ciudad de Bella Unión se ubica a unos 110 km.

## Población
Según el censo de 2011 la localidad contaba con una población de 380 habitantes.
| 1,954         | 683 | 540 | 461 | 421 | 524 | 380 |
| (Fuente: INE) |     |     |     |     |     |     |

## Historia
Fue fundado en 1830 con el nombre de «Allende», sobre terrenos donados por los hermanos Martín y Manuel Allende. Posteriormente los lugareños lo denominaron «Yacaré», hasta que el 11 de enero de 1956, fue reconocido oficialmente como pueblo por ley 12.271 y pasó a denominarse «Bernabé Rivera».
En las inmediaciones el coronel Bernabé Rivera fue tomado prisionero el 20 de junio de 1832 y muerto por los charrúas a los que perseguía.

## Economía
Es un pequeño centro urbano caracterizado por el aislamiento en un área ganadera extensiva sobre suelos litosoles de la penillanura basáltica. Desde fines del siglo XX se agregó la agricultura arrocera en áreas bajas de su zona de influencia.